# Trådlav
Trådlav (Ephebe lanata) är en lavart som först beskrevs av L., och fick sitt nu gällande namn av Vain. Trådlav ingår i släktet Ephebe och familjen Lichinaceae.  Arten är reproducerande i Sverige. Inga underarter finns listade i Catalogue of Life.